# Charlotte Aglaé av Orléans
Charlotte Aglaé av Orléans, född 20 oktober 1700 i Paris, död 19 januari 1761 i Paris, var en fransk prinsessa, hertiginna av Modena och Reggio som gift med Frans III av Modena. Hon var dotter till den franske regenten hertig Filip II av Orléans och Ludvig XIV av Frankrikes och Madame de Montespans dotter Françoise-Marie de Bourbon.

## Biografi

### Tidigt liv
Charlotte Aglae uppfostrades med sin syster i kloster fram till 1715. Hon vägrade 1716 förslaget att gifta sig med sin kusin Louis Auguste de Bourbon, prince de Dombes, och flyttade då till sin farmor Elisabeth Charlotte av Pfalz. Hennes föräldrar å sin sida vägrade låta henne gifta sig med sin kusin Charles de Bourbon, greve de Charolais , efter att dennes bror hade friat till henne för hans räkning. 
År 1718 inledde hon ett förhållande med hertigen av Richelieu , och blev därmed en rival till sin kusin Louise-Anne de Bourbon. Då Richelieu 1719 fängslades för sin del i Cellamare-konspirationen bad hon sin far regenten att benåda honom. Fadern gick med på benådning av Richelieu på villkor att hon gick med på att gifta sig med hertigen av Modena, vilket hon gjorde.

### Giftermål
Den 11 februari 1720 skedde vigsel genom ombud på Tuilerierna i Paris, där hennes man representerades av hennes bror hertigen av Chartres, och hon reste sedan via Antibes och Genua till Reggio nell'Emilia, varefter hon blev gift i Modena 21 juni 1720.
Man sade allmänt att äktenskapet skulle sluta på samma sätt som det mellan hennes släkting Marguerite Louise av Orléans, som hade tvingats gifta sig med storhertigen av Toscana och gjort skandal genom att lämna sin man och återvända till Frankrike.

### Äktenskap
Charlotte Aglea vantrivdes i Modena, där hon tvingades stiga upp tidigt, gå till sängs klockan åtta och följa religionens regler på fullt allvar. Nöjet vid hovet bestod av processioner i vagn. Hon blev upprörd då svärfaderns favorit greve de Salvatico utnyttjade sin position som ceremonimästare till att gå in i hennes rum när som helst och på andra sätt trakassera henne, och bad att få återvända till Frankrike. År 1723 flyttade hon med maken till en villa i Reggio på avstånd från hovet. År 1727 återsåg hon Richelieu och återupptog sitt förhållande med honom, vilket ledde till att hon tillfälligt förvisades till Frankrike. 
Åren 1728–1733 bodde hon med maken i Genua; de besökte 1733 Frankrike men var inte välkomna i Paris utan fick leva i Lyon. De tilläts från 1734 att bo inkognito i Paris på ett litet underhåll från hennes bror. Modern och brodern förhindrade att hon togs emot vid hovet eftersom detta skulle göra hennes närvaro officiell. Hon fick personligt tillstånd av kungen att stanna i Paris då maken 1735–1736 besökte Modena, och då han besökte Ungern lyckades hon via kardinal Fleury få permanent uppehållstillstånd.

### Hertiginna av Modena
År 1737 blev maken monark (hertig) i Modena och 1739 tvingades hon återvända dit. Hon grundade en fransk teater och balett i Modena vilket blev en succé. Under österrikiska tronföljdskriget fick hon 1743 tillstånd att återvända till Frankrike med hjälp av Richelieu, som var bekant med kungens mätress madame de Châteauroux. 
Som hertiginna av Modena blev hon officiellt välkomnad och gifte bort sin dotter Maria Teresa med hertigen av Penthièvre och sin dotter Maria Fortunata med Louis François Joseph de Bourbon, prins av Conti, vilket gav henne en maktställning vid hovet. 
Hon återvände till Modena 1759, men då hon upptäckte makens förhållande med Marchesa Simonetti lämnade hon Modena igen och ägnade resten av sitt liv åt resor.

## Galleri

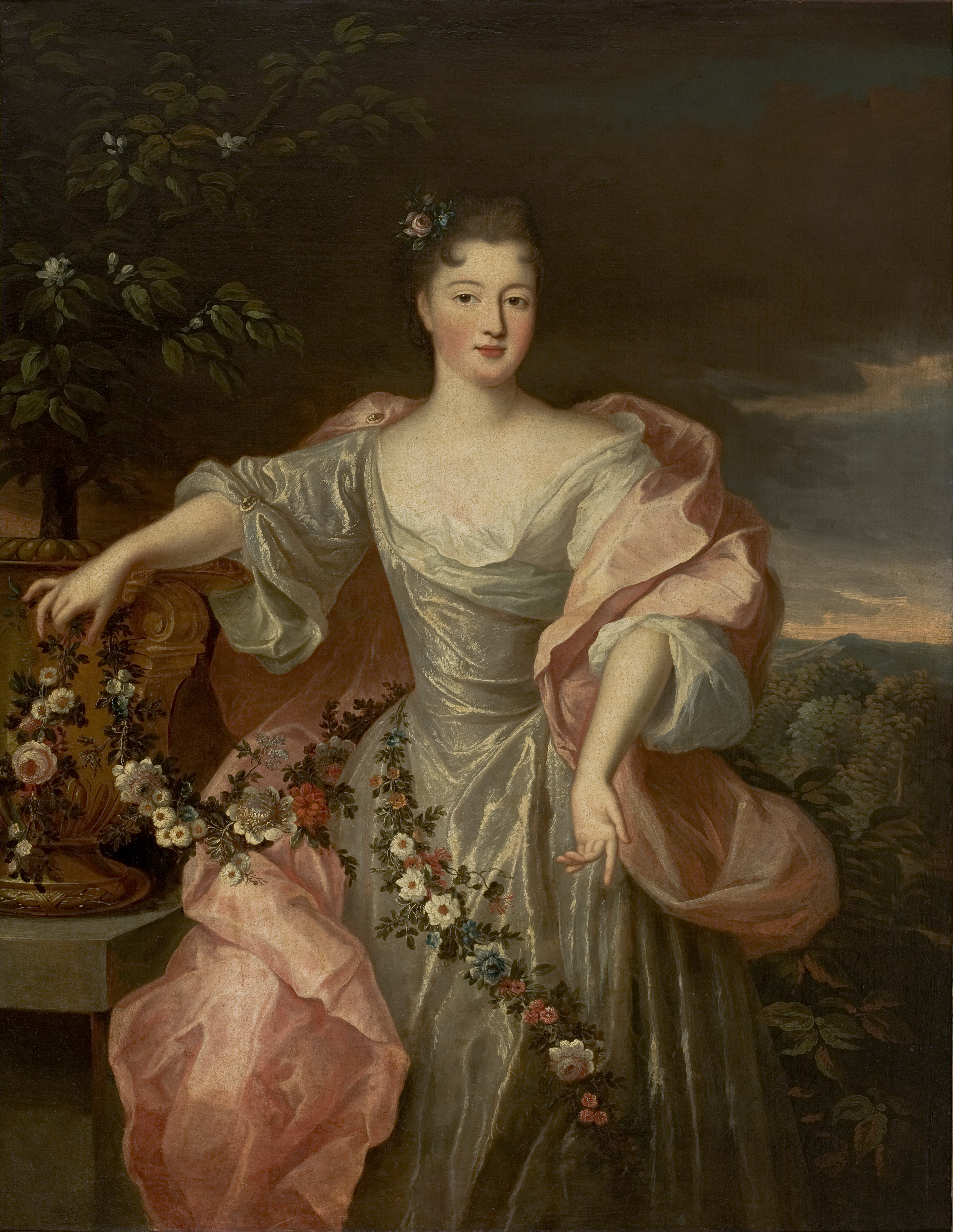
Charlotte Aglaé av Orléans år 1720.